# Rafael Boban
Rafael Ranko Boban (Bobanova Draga, Sovići kraj Gruda, 23. prosinca 1907. – nestao 1945.), pukovnik i general Hrvatskih oružanih snaga .

## Životopis

### Ustaška djelatnost
Isprva djelatni časnik u vojsci Kraljevine Jugoslavije. U ustaški logor Bovegno u Italiji došao je u ljeto 1932., ali se odmah vratio i sudjelovao u Velebitskom ustanku (u rujnu 1932.), te opet preko Zadra potražio boravište u Italiji. U svibnju 1934. Ante Pavelić imenovao ga je rojnikom (vodnikom). Iduće je godine (1935.) zamjenik zapovjednika satnije na Liparima, potom ga Talijani prebacuju u Kalabriju. Početkom prosinca 1937. uhićen je s grupom ustaša zbog navodnog pripremanja atentata na Milana Stojadinovića, ali je ubrzo pušten. Pripadao je krugu najpovjerljivijih Pavelićevih suradnika.

### Karijera u NDH
Nakon proglašenja NDH vratio se u domovinu i djelovao u Ustaškoj vojnici. U studenom 1941. promaknut je u čin ustaškog satnika. Kada je napadom Hitlera na SSSR došlo do sukoba među dotadašnjim saveznicima nacistima i komunistima, došlo je i do posljedičnog izbijanja partizanskog ustanka protiv vlasti NDH, vođenog od KPJ. Boban tada postaje zamjenik Jure Francetića, zapovjednika elitne jedinice Ustaške vojnice, I. stajaćeg djelatnog zdruga, poznatijeg kao Crna legija. U srpnju 1942. zapovijedao je I. i II. bojnom Crne legije koje su dva dana i dvije noći branile grad Kupres od partizanskih napada. Nedugo prije pogibije Jure Francetića (potkraj 1942.) I. i II. bojna Crne legije su izdvojene te služe kao osnova za formiranje V. stajaćeg djelatnog zdruga, kojem zapovjednik postaje Boban.
Prema tvrdnjama poručnika Zvonimira Buljana, za Bobanova zapovijedanja V. zdrug je od 2500 ljudi izgubio 1600 i svu vojnu opremu što je dovelo do pada morala te je postrojba morala biti popunjena u Podravini.
U veljači 1944., nakon preuzimanja Koprivnice iz partizanskih ruku, Boban je iz odmazde dao strijeljati deset civila a u lipnju još četvoricu. Poslije rata ga je ustaški dužnosnik Ivo Rojnica optužio za ubojstvo generala Franje Šimića. 
Pod Bobanovim zapovjedništvom V. stajaći zdrug operira u Podravini, a 13. listopada 1944. odbija napad partizanskog 6. i 10. korpusa te 7. banijske divizije na Koprivnicu. U istom mjesecu Boban čuva zatočene bivše ministre, Mladena Lorkovića i Antu Vokića u Koprivnici. Ujedinjenjem Ustaške vojnice i domobranstva Boban u studenom 1944. Boban postaje zapovjednik 5. hrvatske divizije. Na kraju rata imao je čin ustaškog pukovnika i generala Hrvatskih oružanih snaga. U svibnju 1945. povlači se u Austriju, te se kod Bleiburga uspijeva probiti na sigurno.
Ivo Rojnica ga je optuživao poslije da je kriv "pred hrvatskim narodom i pred poviješću kao sudionik u dovođenju na vlast Tita i pri uspostavi komunističke tiranije i druge Jugoslavije", te za ubojstvo generala Franje Šimića 9. kolovoza 1944. u Mostaru, no za tu smrt ne može se sa sigurnošću reći tko je počinitelj, jer postoje indicije da su to mogli biti komunisti ili četnici.

### Teorije o sudbini
Postoji više verzija o Bobanovoj životnoj sudbini nakon 1945. Prema jednoj je poginuo 1946. u Podravini u borbi s partizanima, a prema drugoj 1947. kao križar u Hercegovini. Postoje i priče da se prebacio u Argentinu, potom u SAD, gdje je pristupio američkoj vojsci i sudjelovao u Korejskom ratu. Ondje je navodno izgubio ruku te je umirovljen i vraćen u SAD, nakon čega se preselio u Austriju i ondje umro. Poznato je samo da je prilikom rekonstrukcije Vlade NDH u izbjeglištvu 1951. Ante Pavelić imenovao Bobana ministrom Oružanih snaga, iako on nije bio prisutan.
Poznati hrvatski povjesničar dr. Zdravko Dizdar je prema vlastitom navodu raspolagao Bobanovim pismom koje je poslao svojoj supruzi, u kojem stoji da je kao anti-komunistički borac sudjelovao u redovima Američke vojske u Korejskom ratu, te je nakon umirovljenja kao časnik američke vojske živio u Irskoj do smrti.

## Zanimljivosti
- Po Rafaelu Bobanu, IX. bojna Hrvatskih obrambenih snaga je 1991. prozvana IX. bojna "Rafael vitez Boban". I. bojna HOS-a iz Livna je također nosila ime "Rafael vitez Boban" ali je ono kasnije promijenjeno u "Ivan vitez Brdar". Također je i jedna jedinica Hrvatskog vijeća obrane dobila ime po Rafaelu Bobanu, 6. brigada "Vitez Ranko Boban" iz Gruda, koja je kasnije preustrojena u 40. domobransku pukovniju "Ranko Boban".
- Rafael Boban je dalji rođak Mate Bobana, prvog predsjednika HR Herceg-Bosne.
- "Ulica Viteza Ranka Bobana" naziv je ulice u Grudama koja nosi njegovo ime.
- U filmu Četverored iz 1999. Bobana je glumio hrvatski glumac Ljubo Zečević.